# Porto di Ardenza
Il porto di Ardenza, noto anche come "Moletto d'Ardenza", è il porto dell'omonimo quartiere di Livorno. Il porticciolo è posto sul mar Ligure, lungo il lungomare di Ardenza, elegante località residenziale posta a sud del centro cittadino.

## Caratteristiche
Realizzato, secondo la retorica dell'epoca fascista, per interessamento del gerarca Costanzo Ciano, l'approdo è costituito da un bacino, caratterizzato da fondali molto bassi (minori di 1,80 metri) e da alcuni scogli affioranti che possono creare difficoltà.
Dei posti barca disponibili (266), solo una piccola parte sono riservati alle imbarcazioni in transito.
Tuttavia le imbarcazioni in transito possono temporaneamente essere ormeggiate nei posti lasciati liberi dai soci.
In caso di libeccio le condizioni di ingresso nel porto sono proibitive.
La lunghezza massima dei natanti che possono accedere al porto è di 10,50 metri.
Il porticciolo offre acqua ed energia elettrica, scalo di alaggio, gru e servizi igienici.
Lungo la balaustra che lo divide dalla passeggiata a mare nel corso del Novecento furono posti alcuni gruppi bronzei riproducenti dei delfini; queste opere erano state eseguite su disegno dell'architetto Carlo Reishammer nella prima metà dell'Ottocento per ornare la scomparsa Porta a Mare. Nel 2008 le sculture sono state rimosse in quanto bisognose di un intervento di manutenzione.